# عكبر إيراني
عكبر إيراني (الاسم العلمي: Microtus irani) (بالإنجليزية: Iranian Vole)‏ هو نوع من القوارض يتبع جنس العكبر من الفصيلة القدادية.